# Tank (марка)
Tank (спрощ.: 坦克; кит. трад.: 坦克, стилізований як TANK) — автомобільна марка, що належить китайському автовиробнику Great Wall Motors і спеціалізується на позашляховиках.

## Історія
Після того, як у грудні 2020 року модель Tank 300 надійшла в продаж під брендом Wey, у березні 2021 року компанія Great Wall Motors оголосила, що в майбутньому буде продавати позашляховики під незалежним брендом Tank. 300 була першою моделлю марки. В рамках Auto Shanghai 2021 року було представлено ще два позашляховики Tank 700 і Tank 800. Tank 400, Tank 500 і Tank 600 були додатково представлені в серпні 2021 року.

## Моделі

### Поточні
- Tank 300
- Tank 500[5]

### Майбутні
- Tank 400[5]
- Tank 600[4]
- Tank 700[2]
- Tank 800[3]

## Галерея

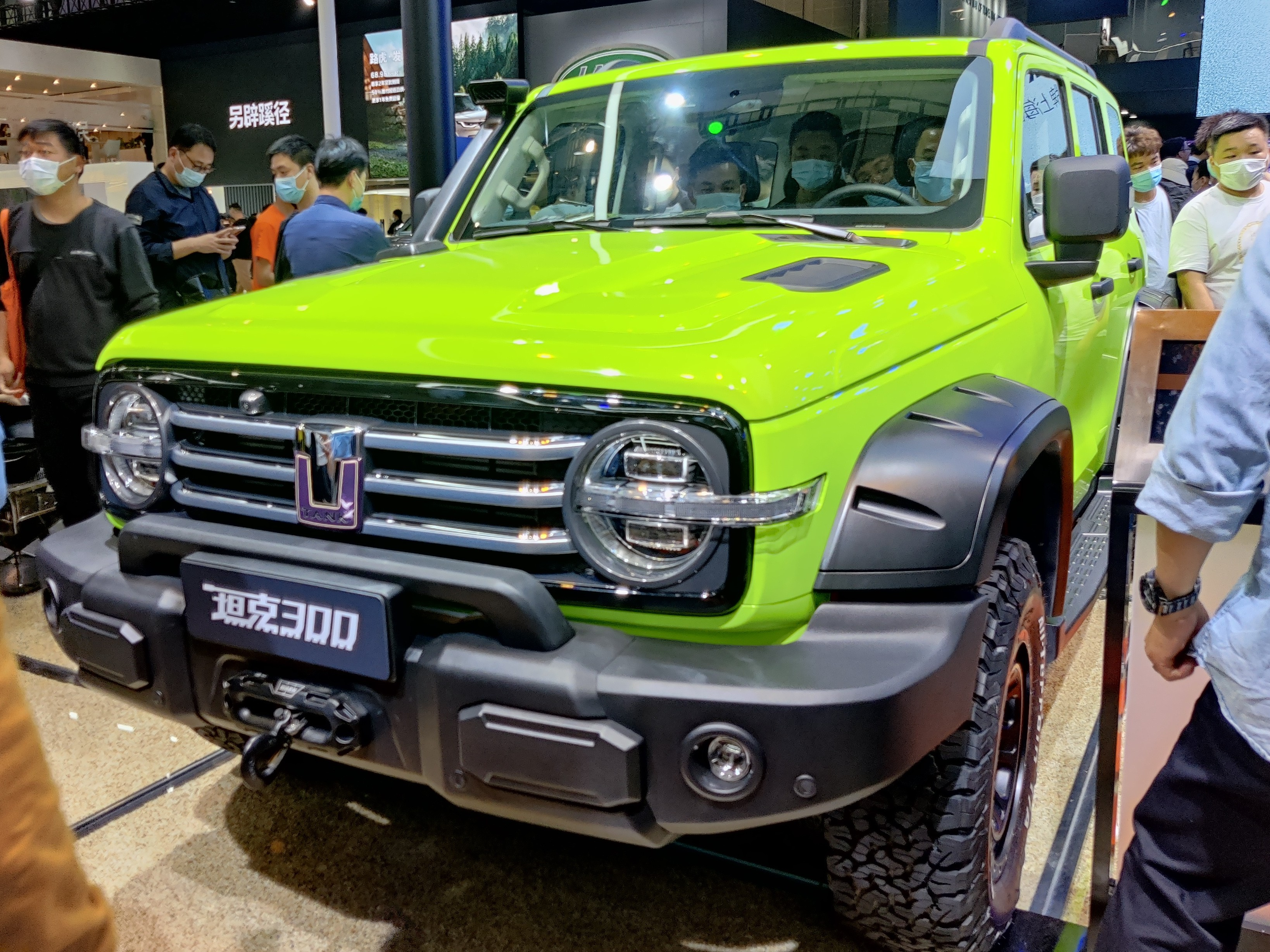
Tank 300
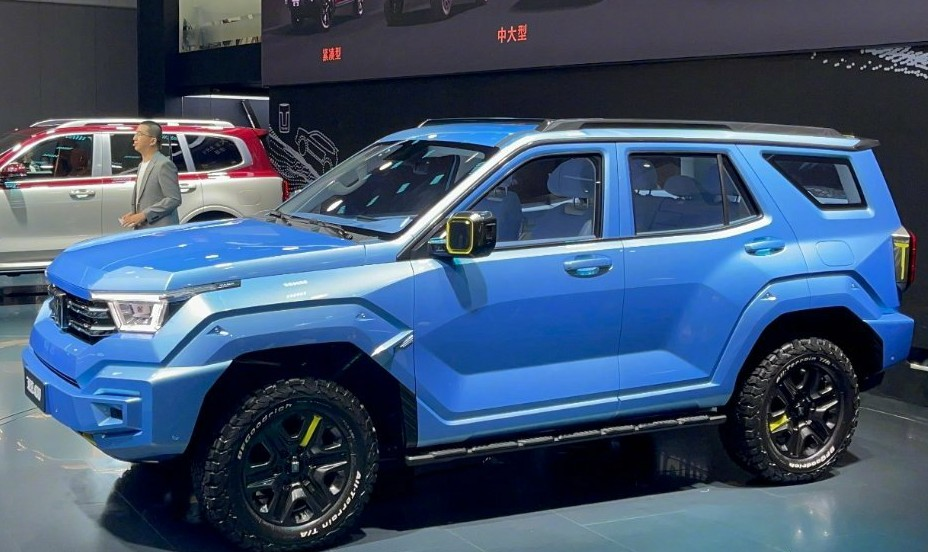
Tank 400
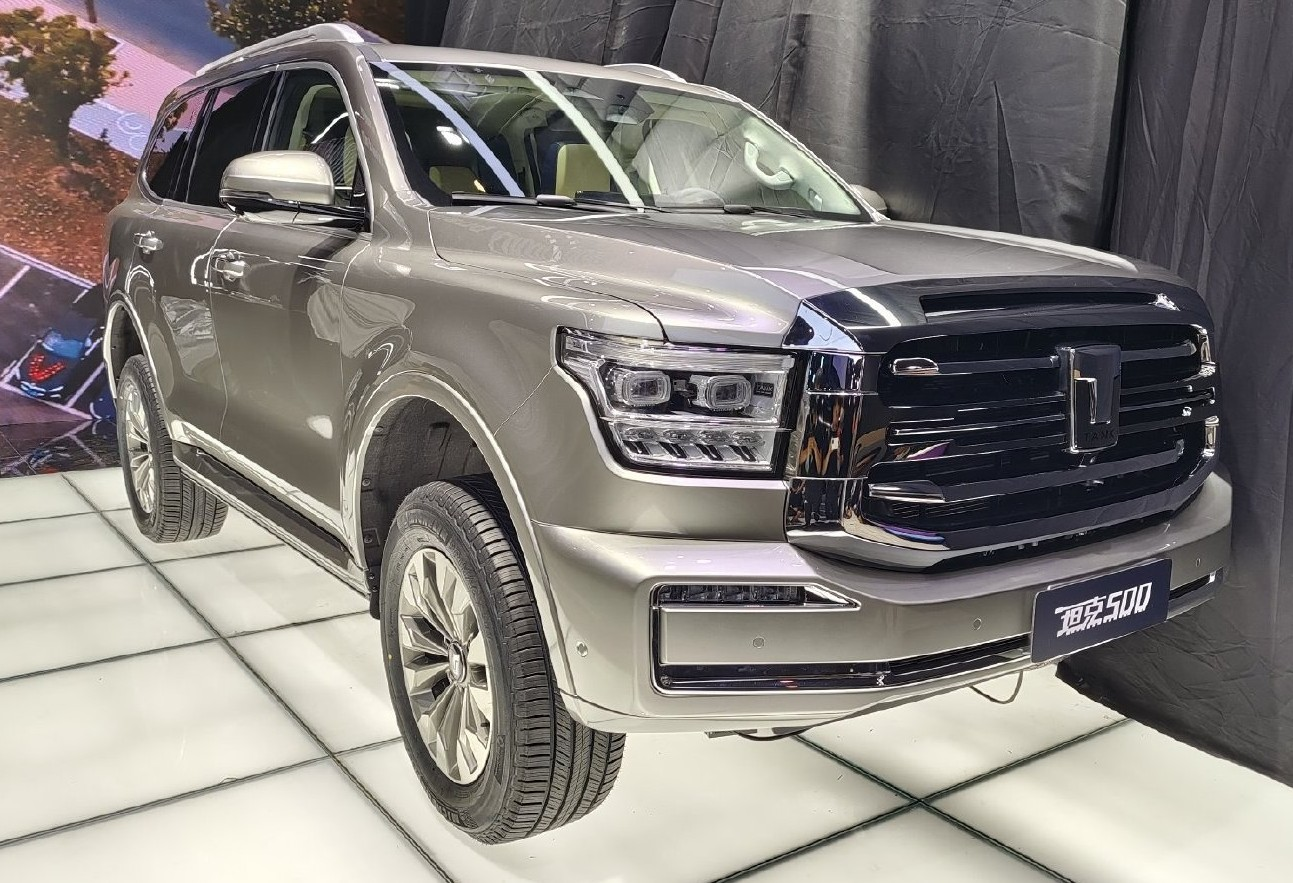
Tank 500
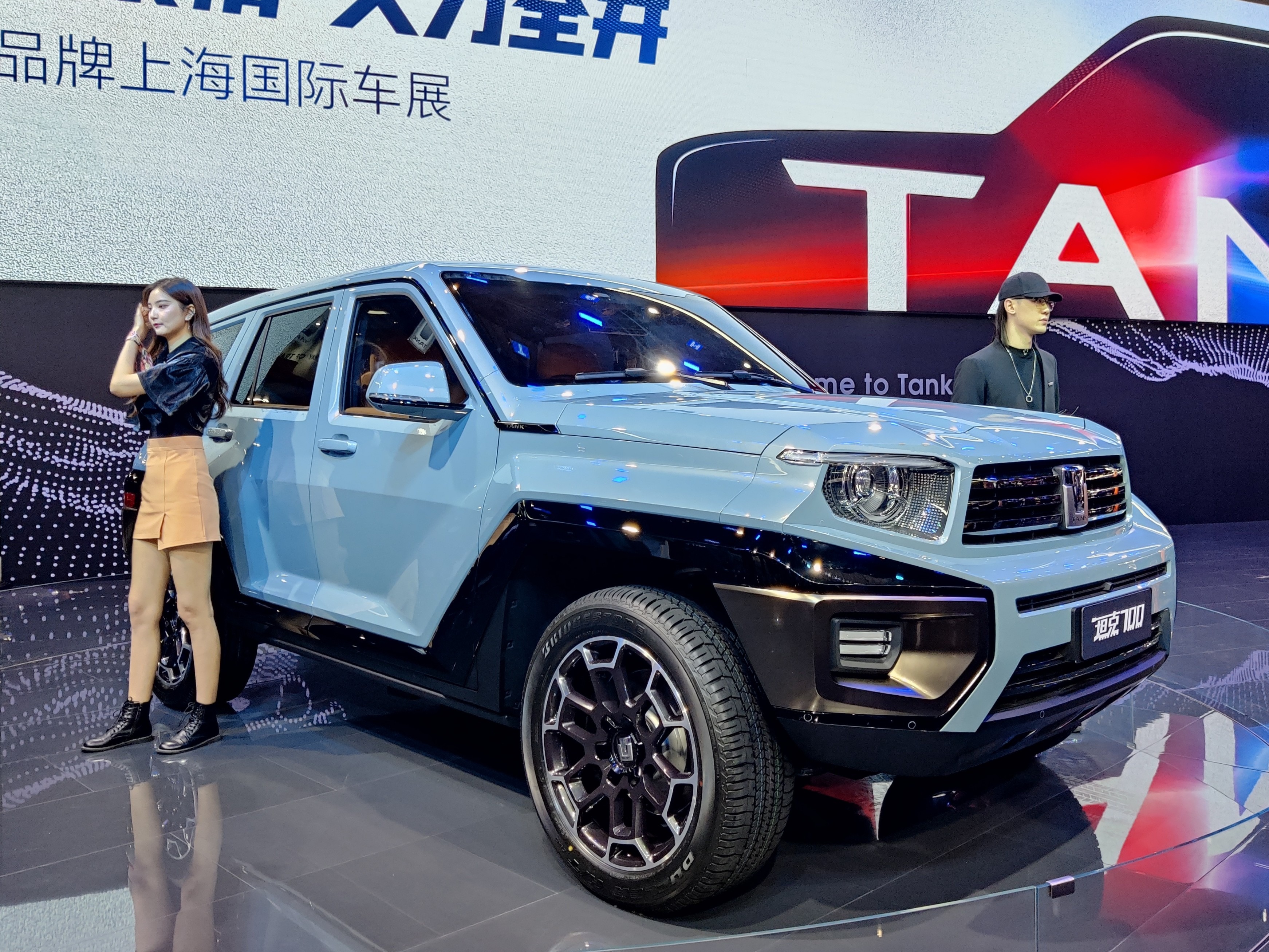
Tank 700
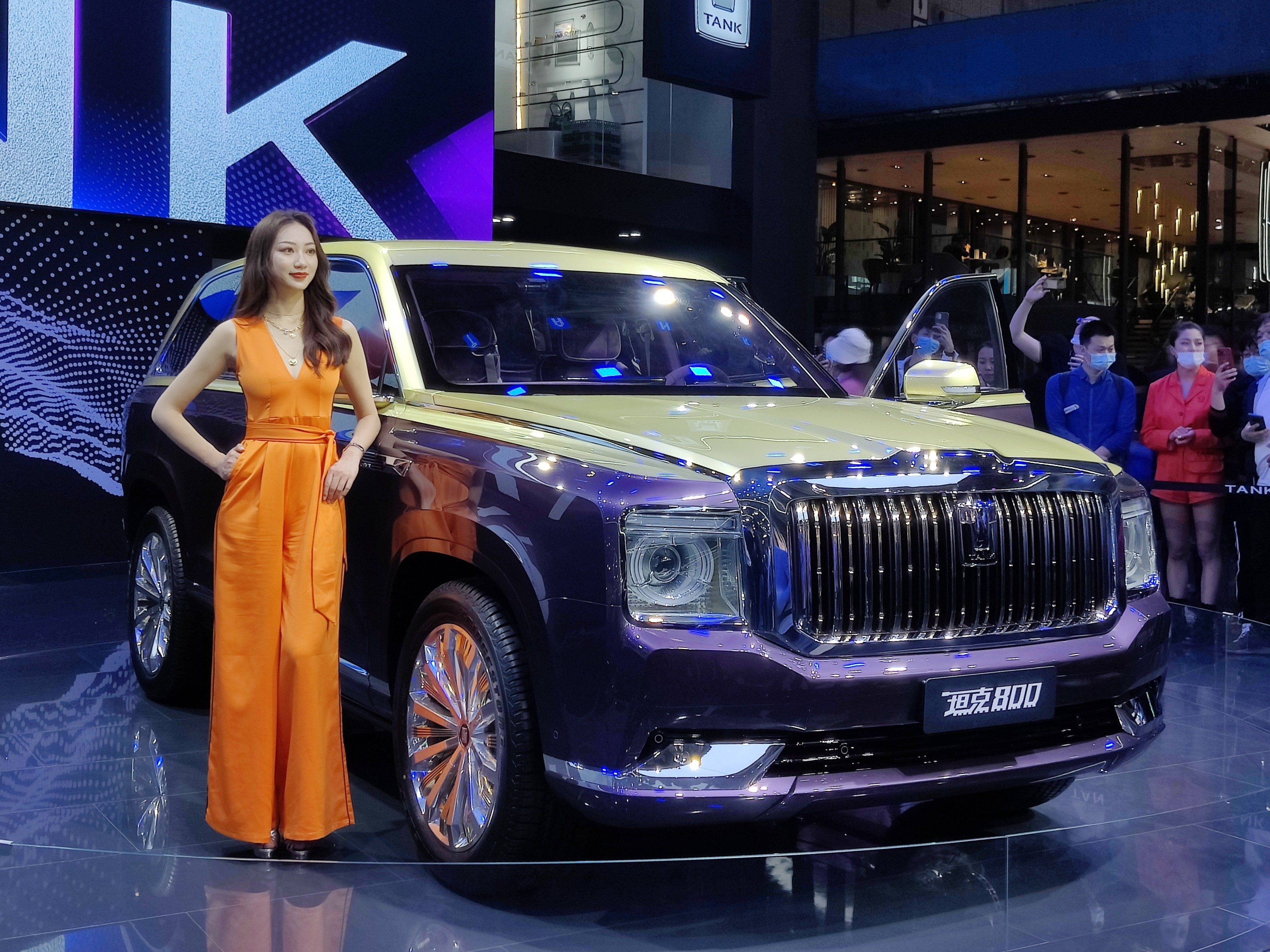
Tank 800